# Aveux
Aveux település Franciaországban, Hautes-Pyrénées megyében. Lakosainak száma 41 fő (2022. január 1.). Aveux Sarp, Créchets, Gaudent, Saint-Bertrand-de-Comminges és Anla községekkel határos.

## Népesség
A település népességének változása:
| Lakosok száma | 49   | 44   | 41   | 42   | 42   | 42   | 42   | 41   |
|               | 2013 | 2015 | 2017 | 2018 | 2019 | 2020 | 2021 | 2022 |